# Sleepless Dreams
Sleepless Dreams (en français Les Rêves sans sommeil) est une œuvre pour chœur et orchestre de la compositrice britannique Ethel Smyth, écrit en 1910.

## Contexte et création
Ethel Smyth compose Sleepless dreams en 1910 pour chœur mixte et orchestre. Une réduction pour chœur et piano a été faite par la compositrice. Le texte est de Dante Gabriel Rossetti. Une version en allemand a été faite dans une traduction par Franz Schreker. L'œuvre est dédié à l'ami de la compositrice Maurice Baring.
Sleepless Dreams est jouée notamment lors du concert du jubilé des 70 ans de la compositrice, parmi d'autres œuvres,.